# Oxfordshire
L'Oxfordshire (prononcé en anglais : /ˈɒksfədʃə(ɹ)/, anciennement County of Oxford ; parfois abrégé Oxon, en particulier pour les adresses postales) est un comté du sud-est de l'Angleterre, avoisinant Northamptonshire, Buckinghamshire, Berkshire, Wiltshire, Gloucestershire et Warwickshire. Le comté est divisé en cinq districts : Oxford, Cherwell, Vale of White Horse, West Oxfordshire et South Oxfordshire.

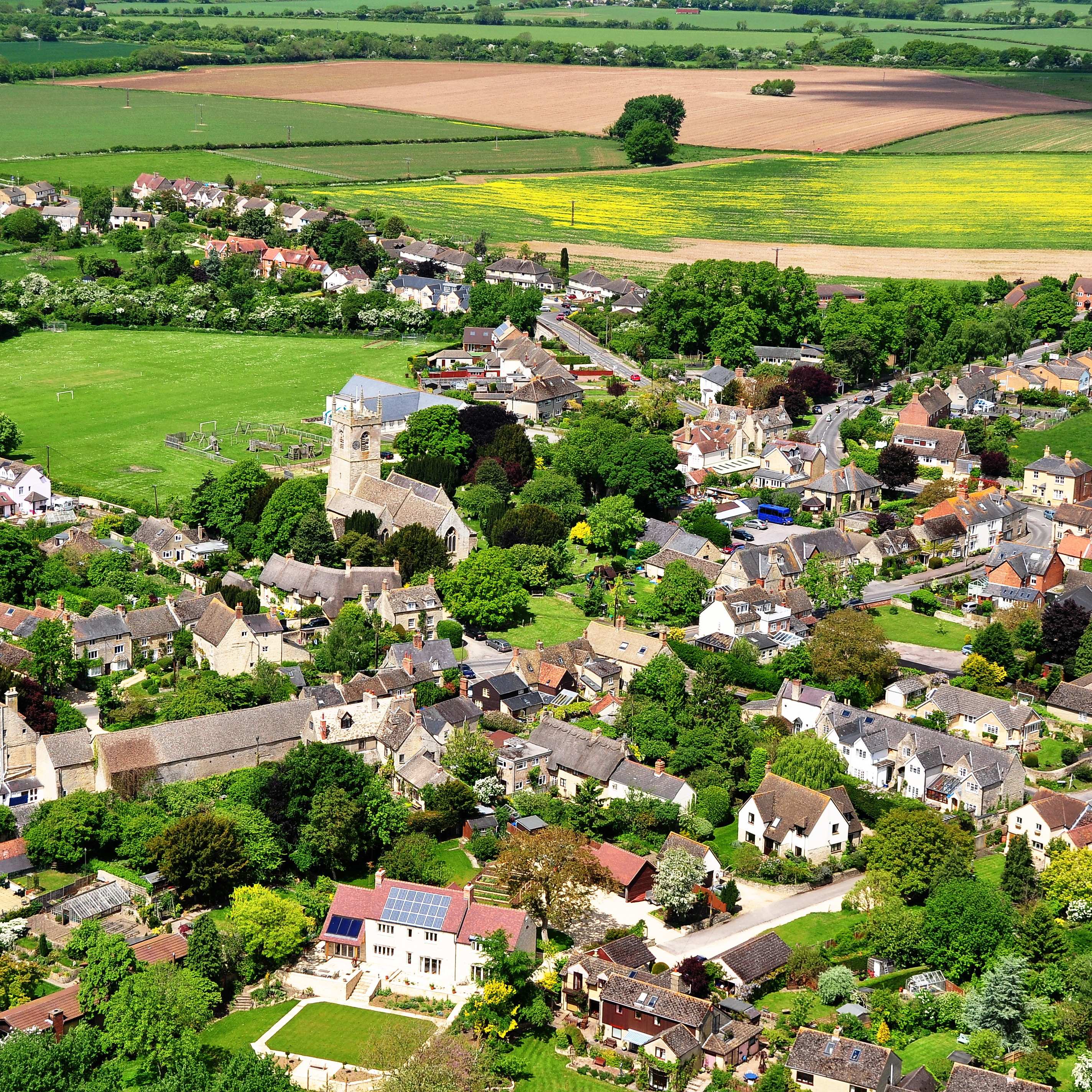
Vue aérienne d'Islip, Oxfordshire

Le comté a une importante économie de tourisme et est connu pour l'université d'Oxford. La cité d'Oxford est le principal centre de population. Les autres grandes villes sont Abingdon, Banbury, Bicester, Chinnor, Chipping Norton, Didcot, Faringdon, Henley-on-Thames, Kidlington, Thame, Wallingford, Wantage et Witney. On espère que l'extension dans l'avenir sera concentrée vers Banbury, Bicester, Didcot et Witney.
Le point culminant est Whitehorse Hill, dans le Vale of White Horse, à une altitude de 261 mètres.

## Histoire
La division administrative d'Oxfordshire s'est formée au cours du Xe siècle, et couvrait à cette époque toute la région située au nord de la Tamise. Alfred le Grand, le roi anglo-saxon, naît à Wantage en 849. La région a toujours eu une grande importance à cause de ses terres fertiles et du prestige de la ville d'Oxford. L'université d'Oxford, première université anglophone au monde, y est fondée au XIe siècle.
Le paysagiste William Sawrey Gilpin (1761/62 - 4 avril 1843) a aménagé à Nuneham Courtenay, le Pinetum qui forme maintenant le noyau de l'Harcourt Arboretum attaché au jardin botanique de l'université d'Oxford.
La première voie ferrée desservant le comté fut le Great Western Railway, qui atteignit la ville de Didcot en 1839.
Lors de la réorganisation des collectivités locales en 1974, le nord du comté du Berkshire, y compris le district de Vale of White Horse, fut rattaché à l'Oxfordshire.

## Îles fluviales
- Handbuck Eyot
- Lock Wood Island
- Phillimore Island
- Rose Isle

### Articles liés
- Oxford (race ovine) originaire de la région
- Shutford